# Ewelina Gala
Ewelina Gala (ur. 22 maja 1990 w Łodzi) – polska koszykarka, grająca na pozycjach silnej skrzydłowej lub środkowej,  reprezentantka kraju, obecnie zawodniczka Widzewa Łódź.
Jest wychowanką Widzewa Łódź. Była następnie zawodniczką klubów Ford Germaz Ekstraklasy – PTK Pabianice, kontynuatora tradycji Włókniarza Pabianice (2006–2008) i Energi Toruń (2008–2010). Od sezonu 2010/2011 grała w Lotosie Gdynia. Jesienią 2011 kontrakt pomiędzy tym klubem a koszykarką został rozwiązany za porozumieniem stron. Została wówczas zawodniczką Tęczy Leszno.
2 lipca 2019 została po raz kolejny w karierze zawodniczką Widzewa Łódź.
12 sierpnia 2020 zawarła umowę ze Ślęzą Wrocław. 24 września opuściła klub. Cztery dni później została zawodniczką I-ligowego Grota TomiQ Pabianice.
W listopadzie 2020 ukazała się jej debiutancka powieść – „Cztery kwarty, (Nie) Prawdziwa Historia Aśki Gie”.

## Osiągnięcia
Stan na 4 kwietnia 2022, na podstawie, o ile nie zaznaczono inaczej.
Drużynowe
- Mistrzyni Polski (2010)
- Brązowa medalistka mistrzostw Polski (2013, 2014, 2017[11])
- Uczestniczka rozgrywek:
  - Euroligi (2016–2018 – faza grupowa)
  - Eurocup (2009/2010 – TOP 32)

Indywidualne
- MVP grupy B I ligi (2022)[12]
- Uczestniczka meczu gwiazd PLKK (2010, 2015)
- Zaliczona do I składu:
  - grupy B I ligi (2022)[13]
  - mistrzostw Polski juniorek (2007)[14]

Reprezentacja
- Uczestniczka mistrzostw Europy:
  - U–20 (2009 – 5. miejsce)
  - U–18 (2007 – 4. miejsce)

## Rekordy
- Punkty: 21 przeciwko KK ROW Rybnik
- Celne rzuty za 2: 8 przeciwko KK ROW Rybnik
- Oddane rzuty za 2: 10 przeciwko KK ROW Rybnik
- Celne rzuty za 1: 7 przeciwko Matizol Lider Pruszków
- Zbiórki w ataku: 6 przeciwko Matizol Lider Pruszków
- Zbiórki w obronie: 8 przeciwko MUKS Poznań
- Zbiórki w sumie: 11 przeciwko Matizol Lider Pruszków
- Asysty: 4 przeciwko KK ROW Rybnik
- Przechwyty: 5 przeciwko Odra Brzeg
- Minuty: 28 przeciwko KK ROW Rybnik

## Statystyki w Polskiej Lidze Koszykówki Kobiet
| Sezon     | Drużyna       | M  | S5 | MPG | FG% | 3P% | FT% | RPG | APG | SPG | BPG | PPG  |
| --------- | ------------- | -- | -- | --- | --- | --- | --- | --- | --- | --- | --- | ---- |
| 2006/2007 | MTK Pabianice | 11 | 0  | 77  | 38  | 0   | 77  | 18  | 0   | 3   | 0   | 23,0 |
| 2008/2009 | Energa Toruń  | 22 | 1  | 225 | 45  | 7   | 68  | 71  | 11  | 19  | 8   | 89,0 |
| 2009/2010 | Energa Toruń  | 16 | 2  | 247 | 43  | 11  | 63  | 58  | 12  | 15  | 8   | 90,0 |